# Canuto Saraiva
Canuto José Saraiva (Areias, 23 de setembro de 1854 — Rio de Janeiro, 25 de maio de 1919) foi um magistrado e político brasileiro. 
Foi vereador em Piracicaba eleito em 1878. Mais tarde, em 1892, foi nomeado ministro do Tribunal de Justiça de São Paulo. 
Foi nomeado por Afonso Pena, em 7 de maio de 1908, ministro do Supremo Tribunal Federal, substituindo Joaquim de Toledo Piza e Almeida, em decorrência de sua morte.